# Acoustic Beatles Club
Acoustic Beatles Club（アコースティック・ビートルズ・クラブ）は、日本の音楽ユニット。メンバーは清水仁、大間ジロー、松尾一彦。3人とも元オフコースのメンバー。略称はA.B.C.。2023年現在、主にA.B.C.名義でライブを行っている。

## 来歴・活動内容
オフコース解散から10年経った1999年3月、それぞれソロ活動を行っていた清水仁、松尾一彦、大間ジローが集まり、東京・銀座のライブハウスPH-1にて「Acoustic Beatles Club」というライブイベントを行ったのがきっかけ。イベント名がそのままユニット名になった。
当初はビートルズのカバー中心であったが、2000年にアルバムを出してからはオリジナル曲も披露している。結成から数年はほとんどオフコース時代の曲を演奏することはなかったが、後に「哀しき街」「君を待つ渚」「生まれ来る子供たちのために」など、いくつかの作品も演奏するようになった。
ライブ形式はその名のとおりアコースティックな形式と、サポートメンバー（エレキギター、キーボード）を入れてのフルバンド構成がある。ストイックに演奏を聞かせるオフコースのライブとは異なり、観客とのやり取りを楽しみ、リラックスした雰囲気でのステージが特徴。
リードボーカルは主に清水、音域の高い曲や松尾の作品は松尾が担当。「オクトパス・ガーデン」等リンゴ・スターの歌った楽曲を大間が歌うこともある。

## 音楽作品

### アルバム
- ABC Vol.1 - A.B.C.（2000年11月2日）
- ABC Vol.2 - A.B.C.（2003年12月22日）
- ABC GREATEST HITS-A.B.C.（2017年6月23日）